# 1313
Cette page concerne l'année 1313  du calendrier julien.
L'année 1313 est une année commune qui commence un lundi.

## Événements

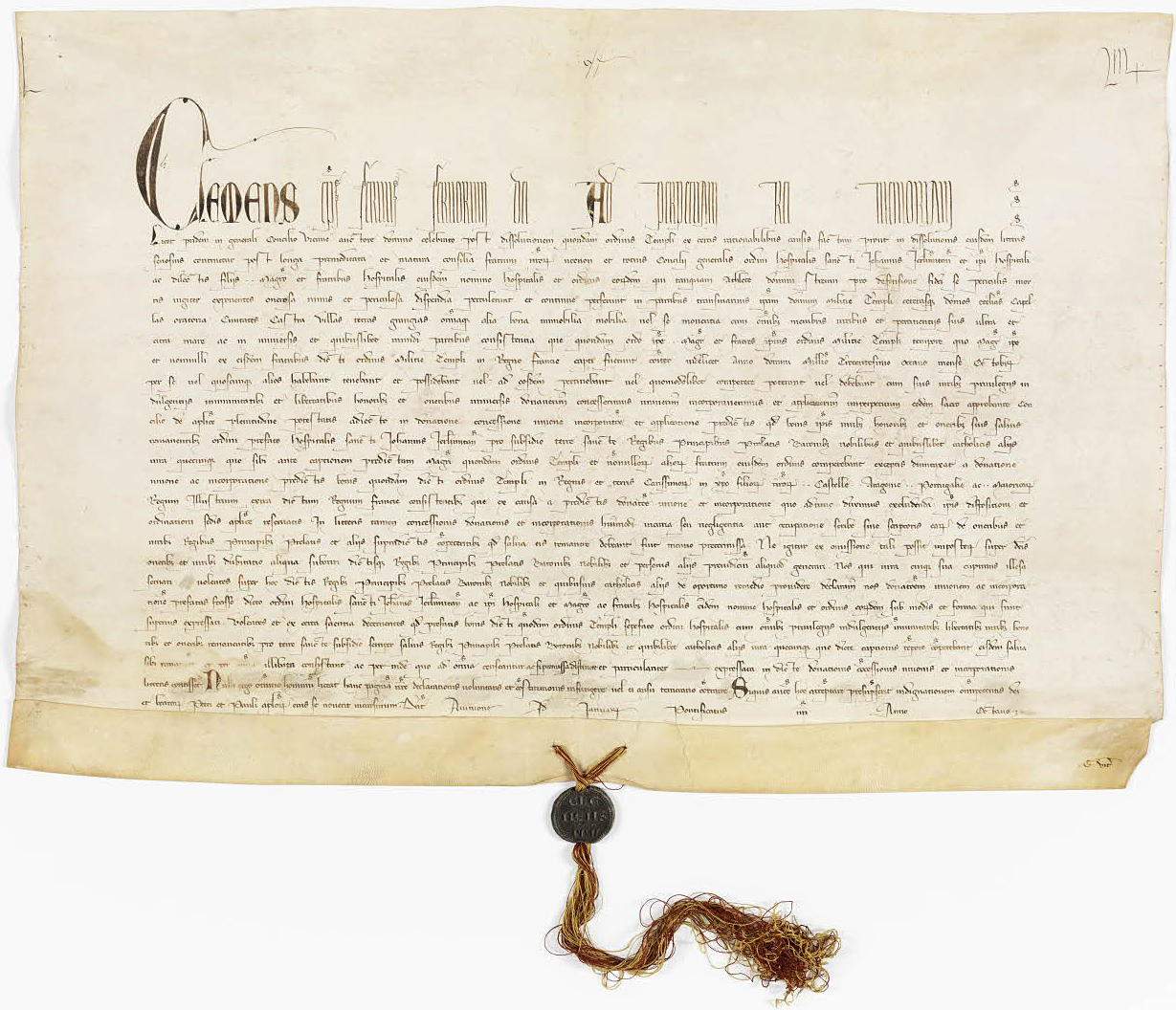
Bulle du pape Clément V suspendant l'union des biens de l’ordre du Temple à l'ordre de l'Hôpital dans les royaumes hispaniques. Avignon, 13 janvier 1313. Archives nationales de France.

- 6 mars : après son échec face à Florence et à ses alliés, l’empereur Henri VII de Luxembourg se rend à Pise pour préparer la guerre contre Naples pour laquelle il part le 7 août[1].
- 25 avril : l'empereur Henri de Luxembourg met Robert Ier de Naples au ban de l'empire[2]. Les Florentins menacés par l'empereur, lui ont donné la seigneurie pour 5 ans.
- Avril[3] : conflit des Suisses confédérés avec l’abbaye d’Einsiedeln protégée par Frédéric de Habsbourg. Elle est mise à sac par les hommes de Schwytz le 6 janvier 1314.

- Juillet : Philippe de Valois épouse Jeanne de Bourgogne[4].
- 24 août : mort de l’empereur Henri VII à la veille d’une guerre contre Naples et la Papauté. Il s'ensuit un interrègne de 14 mois après lequel sont élus en compétition Louis IV de Bavière et Frédéric de Habsbourg[5]. Son fils Jean Ier de Bohême devient comte de Luxembourg.
- 22 septembre : Uguccione della Faggiuola arrive à Pise[6] pour en prendre la seigneurie. Il ravage le territoire de Lucques dont il se rend maitre l'année suivante, ce qui provoque les guerres de Florence contre Pise (fin en 1364).
- 9 novembre : victoire de Louis de Bavière sur Frédéric de Habsbourg à la bataille de Gammelsdorf (de). La Bavière s'émancipe de la tutelle de l'Autriche (traité du 17 avril 1314[7].

- Une invasion des mongols houlagides de Perse en Syrie est repoussée par les mamelouks (1312-1313)[8].
- Les Chevaliers de Rhodes lancent un appel à la colonisation de l'île de Rhodes afin de pouvoir en augmenter la population[9].

## Arts
- octobre : achèvement d'un manuscrit de l'Apocalypse destiné peut-être à Isabelle de France (1295-1358) par le peintre mosan Colin Chadewe. Il s'agit de l'un des tout premiers manuscrits signés par un laïc.